# ویرجینیا فاکس
ویرجینیا فاکس (به انگلیسی: Virginia Foxx) زاده ۲۹ ژوئن ۱۹۴۳ نمایندهٔ حوزه انتخابیه پنجم کارولینای شمالی از حزب جمهوری‌خواه ایالات متحده آمریکا در مجلس نمایندگان ایالات متحده آمریکا است که برای نخستین‌بار در ۱۱ ژانویه ۲۰۰۵ میلادی به‌عضویت این مجلس درآمد.